# Заборани (Коњиц)
Заборани су насељено мјесто у општини Коњиц, Босна и Херцеговина.

## Становништво
|        | 2013.      | 1991.       | 1981.       | 1971.       |
| Укупно | 0 (0,000%) | 28 (100,0%) | 37 (100,0%) | 71 (100,0%) |
| Срби   | –          | 28 (100,0%) | 37 (100,0%) | 71 (100,0%) |